# Bernardo Corradi
Bernardo Corradi (Siena, 30 de març de 1976) és un exfutbolista italià, que ocupava la posició de davanter.

## Trajectòria
Inicia la seua carrera a l'AC Siena, a la Serie C1. Posteriorment milita al U.S. Poggibonsi, amb qui disputa la Sèrie C2 i la Sèrie D. El 1996 marxa a l'equip toscà del A.S.D. Mobilieri Ponsacco Calcio, i a mitjans de 1997 recala al Cagliari Calcio, on tot just juga dos partits abans de ser cedit al Montevarchi. A l'any següent, milita al Fidelis Andria, i el 1999 retorna a l'equip sard, amb qui debuta a la màxima categoria del futbol italià.
L'any 2000, el davanter signa amb el Chievo, on roman dues campanyes abans de fitxar per l'Inter de Milà per 4 milions d'euros. A l'equip milanés, però, tot just hi apareix en una ocasió, un partit contra l'Sporting Clube de Portugal.
A les poques setmanes d'arribar a Milà, entra dins una negociació amb la SS Lazio, que acaba amb Corradi al conjunt romà. Amb els capitalins és titular junt Claudio López, tot deixant a la banqueta a altres futbolistes importants com Chiesa o Inzaghi. El juliol del 2003, renova per una altra campanya amb la Lazio.
L'estiu del 2004 fitxa pel València CF, junt al seu company de la Lazio Stefano Fiore, com a reparació per l'anterior fitxatge de Gaizka Mendieta pel club italià. Quan l'entrenador italià Claudio Ranieri va ser destituït, el davanter va perdre pes a l'equip. A l'any següent, és cedit al Parma FC, on marca 10 gols en 36 partits.
En finalitzar la temporada 05/06 és transferit al Manchester City FC. En el seu debut a la Premier League, davant el Chelsea FC, va ser expulsat per doble targeta groga. No marcaria fins al seu 13é partit amb els anglesos, quan fa doblet contra el Fulham, sent el primer italià a marcar amb el City. Mitjada la temporada, perd la seua condició de titular en benefici d'Emile Mpenza. Amb l'inici de la temporada 07/08, realitza una bona pretemporada, on marca quatre gols, però a les postres no té lloc al Manchester City i és cedit un altre cop al Parma FC.
La temporada temporada 08/09 fitxa per la Reggina. A l'any següent recala en un altre club italià, l'Udinese Calcio.

## Internacional
Corradi ha sumat 13 partits i dos gols amb la selecció italiana. Considerat el substitut de Christian Vieri amb Itàlia, va acudir a l'Eurocopa de 2004. La seua posterior pobra temporada al València, unit amb els nous valors Luca Toni i Alberto Gilardino el van treure de les convocatòries.